# Katarzyna Wysocka (volley-ball, 1987)
Pour les articles homonymes, voir Katarzyna Wysocka et Wysocka.
Katarzyna Wysocka est une ancienne joueuse polonaise de volley-ball, née le 26 mars 1987 à Bydgoszcz. Elle mesure 1,82 m et jouait au poste de libero.

## Clubs
| Club                     | De        | À         |
| ------------------------ | --------- | --------- |
| Pałac II WSG Bydgoszcz   |           | 2006-2007 |
| KS Pałac Bydgoszcz       | 2007-2008 | 2009-2010 |
| PTPS Piła                | 2010-2011 | 2012-2013 |
| KS Pałac Bydgoszcz       | 2013-2014 | 2013-2014 |
| LTS Legionovia Legionowo | 2014-2015 | jan 2016  |